# Поліклет із Аргоса
Поліклет (Поліклет Старший, Поліклет з Аргосу, Поліклет з Сікіону, греч. Πολύκλειτος) — давньогрецький скульптор і теоретик мистецтва, що працював в Аргосі у 2-й половині V століття до н. е. Найбільш відомі його статуї — " Доріфор " (списконосець) і " Діадумен " (юнак, що пов'язує переможну пов'язку), як і інші його твори, були виконані в бронзі, і до нашого часу дійшли тільки в мармурових повтореннях, що різняться в деталях. Його статуя, яку називають " Каноном " (Κανών), швидше за все втрачена або ніколи не існувала, а під цією назвою частіше мають на увазі теоретичний трактат, який також не зберігся, проте гіпотетично відтворюється за непрямими джерелами.

## Життєпис та рід
Біографічних відомостей про Поліклет є мало. Пліній Старший (XXXIV, 49) відносить вищий розквіт його творчості (акме) до 90-ї олімпіади (420—417 рр. до н. е.). Час його активності визначають по-різному (наприклад, близько 450—410 або близько 435—404 рр. до н. е.), але зазвичай називають період 460—420 рр. до н. е.
Зразкові дати життя Поліклета намагаються вирахувати за діалогом Платона " Протагор " (328c), дія якого відбувається близько 432 до н. е. Протагор каже Сократу, що в добрих батьків можуть бути негідні сини, і навпаки, і наводить приклад: «ось і сини Поліклета, однолітки цього Парала і Ксантіппа, ніщо в порівнянні з батьком …». Ксантіпп і Парал — два старші сини Перікла, які народилися між 460 і 450 роками. до н. е. і померли 429 року до н. е. під час мору. Відомо, що старший Ксантіпп був одружений. Отже, під час діалогу сини Перікла були у віці 30-20 років, як і сини Поліклета, тому можна припустити, що Поліклет Старший народився близько 480 року до н. е. та почав працювати близько 460 року до н. е.
У сигнатурах скульптора ім'я батька і місце походження не зустрічаються. Один Пліній вказує, що він був сікіонцем (уродженцем Сікіона), інші називають його батьківщиною Аргос . Знайдена база втраченої статуї Піфокла його роботи, мабуть, підтверджує аргоське походження, тому що на ній зберігся напис: «Піфокл елеєць. [Полі] кліт зробив аргосець» . Пізніший скульптор Дедал, який вважається його родичем, був сікіонцем. Очевидно, якийсь зв'язок із Сікіоном у Поліклета був, деякі припускають, що Поліклет був уродженцем Сікіону, але переселився в Аргос .
Дедал із Сікіона (перша половина IV ст. до н. е.) був учнем і сином Патрокла (зберігся напис «Зробив Дедал, син Патрокла, сикионец») . Скульптор школи Навкид з Аргоса, який також створював статуї богів і спортсменів, був братом або племінником Поліклета, але скульпторів Навкідов було, зважаючи на все, два — Старший і Молодший: Навкід в одній знайденій сигнатурі називає себе «сином Патрокла» ", в іншій «сином Мотона» — якщо Поліклет Старший був братом одного з цих Навкідів, то його батько або Патрокл, або Мотон .
Спроба реконструкції генеалогічного дерева:

1. Мотон
  1. Поліклет Старший
  2. Навкід Старший
    1. Патрокл
      1. Навкід Молодший
      2. Дедал
      3. Поліклет Молодший (архітектор)

Його можливий родич Поліклет Молодший став архітектором (роботи: середина або 2-я стать. IV ст. до н. е.). Згадується й інший Поліклет Молодший, який став скульптором — родич, можливо, племінник свого великого тезки (або одна персона з архітектором); Павсаний до того ж говорить про нього, що він учень Навкіда (VI, 6, 2). У письмових джерелах роботи Поліклета Старшого та скульптора Поліклета Молодшого іноді немає можливості розділити, хоча зазвичай орієнтуються на те, що Молодший працював у мармурі, а Старший у бронзі і намагаються орієнтуватися на різні десятиліття (див. нижче). Скульптури 1-ї пол. IV століття до н. е. очевидно належать вже таки Молодшому .
Називають і третього скульптора Поліклета, який відомий за сигнатурою з Каміру (Родосом) середини III століття до н. е.. та статуї з Фів. Таким чином, у художній династії, до якої належав Поліклет Старший, фігурують такі імена: Поліклет, Навкід, Патрокл, Дедал. Дехто вважає, що Поліклет був один (так думав, наприклад, Пліній і, мабуть, всі інші джерела, крім Павсанія), і Навкід теж був один .

## Творчість
Вчителем його був Агелад (Гагелад) — за свідченням одного Плінія Старшого, а сучасні вчені вважають, що Поліклет за датами не міг бути його учнем .
Хронологія його творчості відновлюється за письмовими джерелами, що збереглися написами (сигнатурами — підписами на базах втрачених оригіналів), а також завдяки пізнім реплікам, які доводиться датувати за стильовими ознаками . Поліклет любив зображати атлетів у стані спокою, спеціалізувався на зображенні ідеальних постатей переможців в олімпійських змаганнях, героїв та богів .
Як пише Пліній Старший, Поліклет першим додумався надавати фігурам таку постановку, щоб вони спиралися на нижню частину лише однієї ноги : «Особливість його в тому, що він почав створювати статуї, що спираються на одну ногу».
Він умів показувати тіло в стані рівноваги — людська постать у спокої чи повільному кроці здається природною завдяки тому, що горизонтальні осі не є паралельними. Майстрів його епохи займала проблема внутрішньої архітектури людського тіла, і Поліклет вирішив це завдання, відкривши контрапост .
Пліній повідомляє, що Поліклет використовував ділову бронзу, а Мирон — егінську, хоча вони були учнями одного і того ж майстра, а про його вміння поводитися з металом він пише : «Вважають, що він довів це мистецтво до вершини і що торевтику Фідій відкрив, а він довів до досконалості».

### «Канон» Поліклета
Теоретичний твір «Канон» (Κανών), який, згідно з античними авторами, був написаний скульптором Поліклетом з Аргосу, вважається втраченим . Більше того, в античних літературних текстах трактат Поліклета не згадується під такою назвою. Проте, вважається, що у подібному творі Поліклет сформулював канон ідеальних пропорцій чоловічої постаті та виклав власне розуміння гармонії та принципів симетрії. За твердженням римлянина Вітрувія під словом «симетрія» давні греки розуміли «просту пропорційність», чи метричну норму, на відміну евритмії (дав.-гр. ευρυθµια — стрункість, стійкість, злагодженість). Вітрувій під час написання власного трактату «Десять книг про архітектуру» (13 р. е.) замінив грецьке слово «symmetria» (пропорційність) латинським (лат. pro-portio — «співвідношення» . Відомо також, що у IV ст. до зв. е. теорію пропорцій розробляли багато скульпторів, у тому числі Евфранор (Євфранор) з Істма (Вітрувій, Кн. 7, Вступ, 14; Пліній XXXIV, 77; XXXV, 128).
Лікар Гален повідомляє про цей трактат : « Хрісіпп вважає, що краса полягає в пропорційності не елементів, а частин, тобто одного пальця з іншим, всіх їх — з п'ястком і зап'ястям, їх — з передпліччям, передпліччя — з плечем, і всіх — з усім, як написано в Каноні Поліклета. Повідомивши нам у цьому творі всі пропорційності тіла, Поліклет справою підтвердив це співвідношення, створивши статую за цим правилом і назвавши, як відомо, і саму цю статую, як і твір, Каноном» .

Зримим втіленням цього канону називали якусь створену ним статую. Згідно з загальноприйнятою думкою, заснованою на тлумаченні класичних авторів, мав на увазі найзнаменитіший твір Поліклета — Доріфор, який іноді називали «Канон Поліклета», припускаючи, що Поліклет виконав статую для того, щоб інші користувалися нею як зразком. Так, великий скульптор Лісіпп стверджував, що його вчителем був «Дорифор» Поліклета .
«Поліклет (…) створив і той твір, який художники називають Каноном, засвоюючи з нього основи мистецтва, немов із якогось правила, і вважають, що лише він один у творі мистецтва втілив саме мистецтво» (Пліній Старший, XIX.55) .
Таким чином, єдиним зримим свідченням існування «канону Поліклета» є створена ним статуя. Давньоримський письменник Пліній Старший повідомляє, що «Поліклет із Сікіона, учень Гагелада, створив Діадумена зніженим юнаком… і Доріфора мужнім хлопчиком. Він створив і той твір, який художники називають Каноном, засвоюючи з нього основи мистецтва, немов із якогось правила, і вважають, що лише він один у творі мистецтва втілив саме мистецтво» . При цьому неясно: «Дорифор» і «Канон» це те саме чи це різні твори, а також у якому сенсі вжито слово «канон»: як загальне правило мистецтва або як конкретний теоретичний твір.
Пліній назвав статуї Поліклета «виглядаючи квадратними» (лат. signa quadrata, в іншому перекладі «широких пропорцій»). Вважають, що так Пліній переклав грецьке слово (τετραγωνος), вказуючи на те, що греки всі архаїчні куроси називали «тетрагональними» (чотирикутними). При цьому Пліній посилався на енциклопедиста Марка Теренція Варрона і припускав, що цим словом також позначали ідеальні пропорції представлення скульпторів аргоської школи. Фігури подібних статуй справді виглядають широкоплечими. Але про ці пропорції ми можемо судити лише з римським реплікам знаменитої скульптури чи з приблизних копій майстрів неоаттичної школи . Пізніше пропорції чоловічих постатей, наприклад у творах Праксителя або Лисиппа, значно змінилися, вони стали більш витонченими, що властиво пізній, епохи еллінізму античного мистецтва.
Існує й альтернативна версія. «Квадратним» (або «квадратурою») греки називали гармонійне співвідношення чотирьох частин кінцівок фігури людини в русі: рука опущена вниз — рука, піднята вгору; нога, зігнута в коліні, — нога випрямлена. Таким чином, ймовірно, встановлювався зв'язок заходів довжини та характеру руху. Можливо, йдеться про класичний хіазм . Тому припускають, що канон Поліклета та його «квадратні фігури» ставляться не до симетрії, а саме до евритмії, тобто пов'язують пропорції з пластичним рухом фігури, що в даному випадку виникає від контрапоста — прийому постановки статуї з перенесенням тяжкості тіла на одну ногу .
Основою пропорційного канону Поліклета, втіленого у статуї Дорифора, є ставлення розміру голови до зростання всієї фігури (1:8). Усі основні анатомічні точки визначено послідовним розподілом зростання фігури на дві, чотири та вісім частин. Проте окремі членування тіла у русі, згідно з тлумаченням Платона, визначаються класичною античною завданням: побудовою великого квадрата на діагоналі малого квадрата (ще одна версія інтерпретації терміну «квадратні фігури»). Сторона малого квадрата є мірою верхньої частини фігури (голова, шия та торс до здухвинної кістки таза), а діагональ великого квадрата визначає розмір нижньої частини (тазовий пояс та ноги). Таким чином, відносини цих частин є ірраціональним числом. В результаті встановлюється зв'язок кратних відносин (2: 4: 8) та ірраціонального ряду чисел, пов'язаних із пластикою фігури. Кратні відносини визначаються «симетрією» (в античному розумінні), а ірраціональні — евритмією.
Таке завдання, вперше сформульоване піфагорійцями, у наступні століття послужило основою для докладних обчислень пропорцій за правилом " золотого перерізу " . Через сторіччя закінчений вигляд цієї теорії надав видатний французький архітектор і теоретик XX століття Ле Корбюзьє у власному трактаті " Модулор ". Архітектор-модерніст, виходячи з античної ідеї парних заходів, запропонував використовувати дві шкали ірраціональних величин, що гармонійно зростають, у пропорції «золотого перерізу» .

### Слава
Поліклет, Фідій та Мирон складають трійку головних скульпторів класичного періоду грецької скульптури .
Поліклет користувався надзвичайною славою в античності, наприклад, у колі Сократа найвищими художниками вважалися: у скульптурі — Поліклет, у живописі — Зевксид, а Платон, бажаючи похвалити майстерність лікаря Гіппократа, порівнює його з Поліклетом та Фідієм . Цицерон, говорячи про ідеальне, пише, що зображення Зевса Олімпійського Фідія або статуя Дорифора Поліклета все-таки не відлякує решту від заняття скульптурою («Оратор», 5). Аристостель називає Фідія та Поліклета бездоганно точними у своєму мистецтві .
Тим не менш, його ставили на друге місце за Фідієм: наприклад, Страбон пише «…[хрісоелефантинні] статуї роботи Поліклета, в сенсі мистецтва виконання найпрекрасніші з усіх на світі, але за цінністю і величиною поступаються Фідієвим» . Античні історики вважали, що він усіх перевершував ретельністю оздоблення та красою своїх робіт; але їм не вистачало величі: «надавши людському тілу особливу красу, він недостатньо висловлював традиційне уявлення про природу богів» . Варрон говорив, що «вони квадратні і майже за одним зразком» (мабуть, «квадратний» — був особливий термін у мистецтві, точне значення якого невідомо) .

### Висловлювання
Пізній римський автор Клавдій Еліан наводить історичний анекдот про Поліклет, який є ілюстрацією тези про дурість натовпу :
Поліклет створив дві статуї, що зображували те саме; одну на смак натовпу, іншу за законами мистецтва. Першу для натовпу він створював так: за бажанням кожного, хто до нього приходив, Поліклет слухняно робив зміни і поправки. Нарешті він виставив обидві статуї. Одна викликала загальне схвалення, інша осміяна. Тоді Поліклет сказав: «Статую, яку ви лаєте, ви робили, а ту, якою захоплюєтеся, — я».
Інший анекдот, що їм наводиться: "Гіпонік, син Каллія, вирішив на честь рідного міста спорудити статую. Хтось подав йому пораду доручити роботу Поліклетові. Гіппонік на це сказав, що не хоче приношення, яке принесе славу не тому, хто його дарував, а тому, хто створив, тому що всі, звичайно, будуть захоплюватися мистецтвом Поліклета, а не його щедрістю " (також наводиться у Флегонта із Трал).
Давньогрецький інженер Філон Візантійський наводить його висловлювання про те, що успіх залежить від багатьох числових співвідношень, причому дрібниця має вирішальне значення . Плутарх у " Застільних бесідах " згадує його висловлювання, що найважча робота — це останнє оздоблення статуї нігтем . В іншому місці, вже в " Мораліях ", Плутарх повторює той самий вислів так: «Поліклет саме це і мав на увазі, коли сказав, що завдання найважче для тих, хто вже досяг тієї стадії, коли треба вже користуватися нігтем пальця». Це згодом породило крилатий латинський вислів Ad unguem — До нігтя (упот. у знач. з найбільшою ретельністю (точністю)). Передбачається, що тут йдеться про ліплення в глині, але, можливо, йдеться про перевірку якості швів у мармурі шляхом проведення по них нігтями .

### Школа Поліклету
Поліклет був головою скульптурної школи Аргосі. Він є першим в історії скульптором, про якого відомо, що він мав школу продовжувачів .
Школа Поліклета проіснувала щонайменше три покоління, але, схоже, найактивніша наприкінці IV— початку III століття до нашої ери. Пліній і Павсаній назвали імена приблизно двадцяти скульпторів Поліклетівської школи, визначаючи їхню манеру їхньою прихильністю до його принципів рівноваги.
Пліній Старший пише (XIX.50): «Учнями Поліклета були Аргій, Асоподор, Алексід, Арістид, Фрінон, Дінон, Афінодор, Демея з Клітора». Особи цих скульпторів викликають питання, можливо, у Плінія допущені помилки в орфографії та ідентифікації . Серед його учнів — скульптор з бронзи Арістид Старший із Фів . Найзначнішим його учнів є Навкид з Аргоса (родич, див. вище), до неї належали інші члени його сім'ї (див. відповідний розділ). Інші учні — Канах, Патрокл, Диномен.

## Список робіт
Всі скульптури його роботи (зазвичай бронзові) були втрачені і відомі за мармуровими давньоримськими копіями, що збереглися . Атрибуція їх провадиться за письмовими джерелами або іншими способами. Деякі статуї за допомогою аналізу стилістики належать до школи Поліклета. За письмовими джерелами часто важко визначити, йдеться про роботи Поліклета Старшого чи Молодшого. Молодшому зазвичай приписують мармурові статуї, оскільки від Старшого немає жодного твердо засвідченого мармурового твору, а також ті, що були створені після 420 р. до н. е., оскільки незрозуміло, чи працював Старший після цієї дати. Скульптури 1-ї пол. IV століття належать вже все-таки Молодшому.
Були випадки, коли статую відносили до руки Молодшого, оскільки було знайдено базу з написом IV століття (тобто епохи молодшого покоління), проте пізніше з'являлися дані у тому, яку саме олімпіаду переміг зображений атлет у V столітті, це означало, що скульптура все таки була створена Старшим, а напис просто оновлювали .
| Ілл. | Назва                                                                        | Дата оригіналу             | Примітка |
| ---- | ---------------------------------------------------------------------------- | -------------------------- | --- |
|      | Амазонка Скьярра                                                             | бл. 435 р. до н. е.        | Автором однієї з цих статуй Пораненої амазонки, створеної для конкурсу в Ефесі, за письмовими джерелами є Поліклет, який став переможцем змагання. Це останній період його творчості. Автором іншої є Сосікл (римський копіїст II століття), проте достовірно невідомо якій саме з двох, хоча одну з них прийнято пов'язувати саме з його ім'ям. Згідно з сучасним дослідженням, Амазонка Сосікла — робота Поліклета, а Амазонка Ск'ярра — робота Кресилая.                                                                                    |
|      | Амазонка Сосікла                                                             | бл. 435 р. до н. е.        | Автором однієї з цих статуй Пораненої амазонки, створеної для конкурсу в Ефесі, за письмовими джерелами є Поліклет, який став переможцем змагання. Це останній період його творчості. Автором іншої є Сосікл (римський копіїст II століття), проте достовірно невідомо якій саме з двох, хоча одну з них прийнято пов'язувати саме з його ім'ям. Згідно з сучасним дослідженням, Амазонка Сосікла — робота Поліклета, а Амазонка Ск'ярра — робота Кресилая.                                                                                    |
|      | Апоксіомен (Атлет, що очищає тіло стригілем, зіскаблює з себе, відчищається) | (втрачено)                 | Згадується лише в Плінія (34, XIX.55). Точних копій, що ідентифікуються, немає. Існує версія, що «Атлет Вестмекотта» — це Апоксиомен, а не Кініск. Також існує припущення, що Апоксиомен Праксителя — це інший, не лісипповський, тип Апоксиомена, який представлений, наприклад, бронзовою копією елліністичного періоду — «Атлет з Ефесу» (Відень, Музей Ефесу) — на іл. |
|      | Гера Фарнезе                                                                 | V століття до н. е.        | Римська копія I ст. до н. е.: Неаполітанський Археологічний музей Існує припущення, що голова є копією з поліклітівської Гери. |
|      | Геракл                                                                       | бл. 440 р.                 | «Геркулес, що у Римі» згадано у Плінія (34, XIX.56). Можливо, якщо вірити Цицерону, Поліклет мав кілька «Гераклів» з різними атрибутами. Відомий за багатьма копіями, що збереглися. |
|      | Гермес                                                                       | бл. 450 р. до н. е.        | Згідно з Плінією (XXXIV, 56), «Меркурій» перебував у Лісімахії. Належить до раннього періоду творчості — до «Кініска» та «Дорифора». Збереглися достатуї, яку приписують Поліклету. |
|      | Діадумен (Юнак, який увінчує себе переможною пов'язкою)                      | між 435 і 420 рр. до н. е. | Належить до пізнього періоду творчості майстра. Статуя дійшла у невеликій кількості повторень. |
|      | Діомед                                                                       |                            | Атрибутується Поліклету з урахуванням стилістичного аналізу; на думку інших учених, хоча статуя створена під впливом «Дорифора», її автор був навіть представником школи Поліклета; є версія, що її автор — Кресилай. Відповідно до сучасного дослідження — школа Поліклета. |
|      | Дискофор (Юнак, що тримає диск, Атлет з диском)                              | між 460 і 450 рр. до н. е. | Відомо, що існувала статуя «Дискофора» роботи Навкіда з Аргоса, можливо, копії, що збереглися, зроблені саме з неї. Статую, відому за копіями, проте традиційно атрибутують Поліклету. Якщо так, то це найраніше з його творів, судячи з манери — воно виконане ще в строгому стилі, але із зачатками майбутньої Поліклетівської манери. Цей твір Поліклета у джерелах не згадується, і його не вдається співвіднести з жодним із згаданих атлетів його роботи. Єдина з статуй Поліклета, що збереглися, яка спирається на обидві ноги цілком. |
|      | Дорифор (Списоносець)                                                        | між 450 і 440 рр. до н. е. | Статуя вважається взірцем зрілої творчості Поліклета. Статуя була вкрай популярна, до наших днів дійшло близько 60 повторень. |
|      | Кініск («Атлет Вестмакотта», «Ефеб Вестмакотта», «Вестмакоттський ефеб»)     | бл. 450 м до н. е.         | Римська копія з якоїсь статуї роботи Поліклета отримала назву «Атлет Вестмекотта» (Британський музей, Лондон). Цей тип молодого атлета зберігся у численних копіях. Саме його ідентифікують як «Кініска» Поліклета і за стилем датують бл. 450 р. до н. е. Існує, однак, версія, що юнак тримав у правій руці скребницю, і тому його треба вважати Очищуючим (Апоксиоменом). |
|      | Пан                                                                          | бл. 420 р. до н. е.        | Вказують, що Пан — пастуське божество з козлячими ногами, вперше було представлено у людській подобі саме у творчості Поліклета. |
|      | Юний атлет                                                                   | V в. до н. е.              | Статуя виконано у манері школи Поліклета, але навряд належить йому самому. Римська копія, що отримала назву «Idolino» з грецької бронзової статуї кола Поліклета — Музей Уффіці, Флоренція. |